# Krasnozavodsk
Krasnozavodsk è una cittadina della Russia europea centrale (oblast' di Mosca), situata 88 km a nordest della capitale sul versante orientale delle alture di Mosca, sulla riva sinistra del fiume Kun'ja. Fino al 2019 apparteneva al Sergievo-Posadskij rajon.
Fondata nel 1915 o 1916 come insediamento operaio annesso ad uno stabilimento meccanico, inizialmente non ebbe nome; dopo il 1917 fu chiamata dapprima Vozroždenie, successivamente Zagorskij e, in seguito, Krasnozavodskij (da krasnij zavod, fabbrica rossa). La concessione dello status di città è del 1940, mentre risale all'anno 2000 il distacco di parte del territorio per originare la città di Peresvet.
Krasnozavodsk ha mantenuto anche ai giorni nostri una base economica industriale.

## Società

### Evoluzione demografica
Fonte: mojgorod.ru
- 1939: 12.500
- 1959: 19.500
- 1979: 27.400
- 1989: 29.800
- 2002: 13.549
- 2007: 13.700